# 1765 у літературі

## Книги
- «Життя і думки Трістрама Шенді, джентльмена» (VII—VIII том) — роман Лоренса Стерна.

## П'єси
- «Зелена пташка» — комедія дель арте Карло Ґоцці.

## Народились
- невідома дата — Джіппеншя Ікку, японський письменник періоду Едо.

## Померли
- 15 квітня — Михайло Ломоносов, російський учений-натураліст, геохімік, поет.